# Giovanni Battista Bussi (1755-1844)
Giovanni Battista Bussi, italijanski rimskokatoliški duhovnik, škof in kardinal, * 23. januar 1755, Viterbo, † 31. januar 1844.

## Življenjepis
21. septembra 1782 je prejel duhovniško posvečenje.
3. maja 1824 je bil imenovan za nadškofa Beneventa, povzdignjen v kardinala in imenovan za kardinal-duhovnika S. Pancrazio. Škofovsko posvečenje je prejel 23. maja istega leta.
Umrl je 31. januarja 1844.